# Seton I. Miller
Pour les articles homonymes, voir Miller.
Seton I. Miller est un scénariste et producteur américain, né le 3 mai 1902 à Chehalis (Washington) et mort d'une crise d'emphysème le 29 mars 1974 à Woodland Hills (Los Angeles).
Il collabora notamment à des classiques d'Howard Hawks ou de Michael Curtiz, tels Scarface ou Les Aventures de Robin des Bois.
Il obtint en 1942, avec Sidney Buchman, l'Oscar du meilleur scénario adapté pour Le Défunt récalcitrant.

## Filmographie

### Comme scénariste
- 1927 : Prince sans amour (Paid to Love) d'Howard Hawks
- 1927 : Two Girls Wanted d'Alfred E. Green
- 1927 : High School Hero (en) de David Butler
- 1927 : Wolf Fangs de Lewis Seiler
- 1928 : Une fille dans chaque port (A Girl in Every Port) d'Howard Hawks
- 1928 : L'Insoumise (Fazil) d'Howard Hawks
- 1928 : The Cow-Boy Kid de Clyde Carruth, d'après son histoire
- 1928 : Girl-Shy Cowboy de R. L. Hough, d'après son histoire
- 1928 : Les Rois de l'air (The Air Circus) d'Howard Hawks et Lewis Seiler
- 1929 : The Far Call d'Allan Dwan
- 1930 : The Lone Star Ranger (en) d'A.F. Erickson
- 1930 : Harmony at Home d'Hamilton MacFadden
- 1930 : La Patrouille de l'aube (The Dawn Patrol) d'Howard Hawks
- 1930 : Today de William Nigh
- 1931 : Le Code criminel (The Criminal Code) d'Howard Hawks
- 1932 : Criminel de Jack Forrester (version française du Code criminel)
- 1932 : Scarface (The Shame of a Nation) d'Howard Hawks
- 1932 : La foule hurle (The Crowd Roars) d'Howard Hawks
- 1932 : Révolte à Sing-Sing (The Last Mile) de Samuel Bischoff
- 1932 : Une fois dans la vie (Once in a Lifetime (en)) de Russell Mack
- 1932 : Hot Saturday de William A. Seiter
- 1933 : Murders in the Zoo d'A. Edward Sutherland
- 1933 : L'Aigle et le Vautour (The Eagle and the Hawk) de Stuart Walker
- 1933 : Gambling Ship de Louis J. Gasnier et Max Marcin
- 1933 : Club de minuit (Midnight Club) d'Alexander Hall et George Somnes (en)
- 1933 : Master of Men de Lambert Hyllier
- 1934 : Murder in Trinidad de Louis King
- 1934 : Charlie Chan's Courage de George Hadden et Eugene Forde
- 1934 : Le Cabochard (The St. Louis Kid) de Ray Enright
- 1935 : Murder on a Honeymoon de Lloyd Corrigan
- 1935 : It Happened in New-York d'Alan Crosland
- 1935 : Les Hors-la-loi (G'Men) de William Keighley
- 1935 : Émeutes (Frisco Kid) de Lloyd Bacon
- 1936 : Le Mystère de Mason Park (Two in the Dark) de Benjamin Stoloff
- 1936 : The Leathernecks Have Landed (en) d'Howard Bretherton
- 1936 : Guerre au crime (Bullets or Ballots) de William Keighley
- 1937 : Femmes marquées (Marked Woman) de Lloyd Bacon
- 1937 : Le Dernier Combat (The Last Round) de Michael Curtiz
- 1937 : En liberté provisoire (Back in Circulation) de Ray Enright
- 1938 : Prison centrale (Penitentiary) de John Brahm
- 1938 : Les Aventures de Robin des Bois (The Adventures of Robin Hood) de Michael Curtiz et William Keighley
- 1938 : La Vallée des géants (Valley of the Giants) de William Keighley
- 1938 : La Patrouille de l'aube (The Dawn Patrol) d'Edmund Goulding
- 1939 : Dust Be My Destiny de Lewis Seiler
- 1940 : Castle on the Hudson d'Anatole Litvak
- 1940 : L'Aigle des mers (The Sea Hawk) de Michael Curtiz
- 1941 : Le Défunt récalcitrant (Here Comes Mr. Jordan) d'Alexander Hall
- 1941 : Révolte au large (This Woman is Mine) de Frank Lloyd
- 1942 : Mon amie Sally (My Gal Sal) d'Irving Cummings
- 1942 : Secret Enemies de Benjamin Stoloff, d'après son histoire
- 1942 : Le Cygne noir (The Black Swan) de Henry King
- 1944 : Trial by Trigger de William C. McGann
- 1944 : Espions sur la Tamise (Ministry of Fear) de Fritz Lang
- 1946 : Révolte à bord (Two Years before the Mast) de John Farrow
- 1947 : Californie terre promise (California) de John Farrow
- 1947 : Meurtres à Calcutta (Calcutta) de John Farrow
- 1947 : Singapour (Singapore) de John Brahm
- 1948 : Les Géants du ciel (Fighter Squadron) de Raoul Walsh
- 1950 : La Loi des bagnards (en) (Convicted) de Henry Levin
- 1950 : Captif de l'amour (The Man Who Cheated Himself) de Felix E. Feist
- 1951 : Queen for a Day d'Arthur Lubin
- 1953 : Le Gentilhomme de la Louisiane (The Mississippi Gambler) de Rudolph Maté
- 1954 : Terreur à Shanghaï (The Shanghai Story) de Frank Lloyd
- 1954 : La Révolte des Cipayes (Bengal Brigade) de László Benedek
- 1954 : Le tueur porte un masque (The Mad Magician) de John Brahm
- 1957 : Istanbul de Joseph Pevney
- 1959 : La Rafale de la dernière chance (en) (The Last Mile) d'Howard W. Koch
- 1974 : A Knife For the Ladies de Larry G. Spangler
- 1977 : Peter et Elliott le dragon (Pete's Dragon) de Don Chaffey, d'après son histoire

### Comme producteur
- 1944 : Espions sur la Tamise, de Fritz Lang
- 1946 : Révolte à bord, de John Farrow
- 1946 : Amazone moderne (The Bride Wore Boots) d'Irving Pichel
- 1947 : Californie terre promise, de John Farrow
- 1947 : Meurtres à Calcutta, de John Farrow
- 1948 : Les Géants du ciel, de Raoul Walsh
- 1950 : Fureur sur la ville (The Sound of Fury) de Cy Endfield
- 1951 : Queen for a Day, d'Arthur Lubin